# José Antonio Artigas Sanz
José Antonio Artigas Sanz (Cariñena, 14 de juny de 1887 - Madrid, 4 de març de 1977) va ser un enginyer espanyol que va contribuir a l'estandardització de la terminologia en el camp de l'enginyeria elèctrica.

## Biografia
Va obtenir el seu doctorat en enginyeria el 1907 i es va convertir en membre de la Reial Acadèmia de Ciències Exactes, Físiques i Naturals. Fins i tot abans de graduar-se havia utilitzat gasos nobles per crear luminescència per primera vegada i va instal·lar un sistema que millorava el rendiment d'il·luminació incandescent.
Quan la Comissió Permanent espanyola per a l'Electricitat va ser establerta el 1912 per representar a Espanya davant la Comissió Electrotècnica Internacional (IEC), Artigas va ser nomenat president del comitè espanyol, càrrec que va mantenir tota la seva vida. Durant aquest període, el comitè tècnic de l'IEC va començar a treballar en una nomenclatura en la qual Artigas va tenir una contribució important i que va ser publicada com a "International Electrotechnical Vocabulary". Contenia 2.000 termes dividits en 14 grups i va ser completada el 1938.
El 1952 la branca espanyola del Comitè, sota la seva direcció, va preparar la versió en llengua espanyola del vocabulari, així com una versió especial per a institucions de Llatinoamèrica, contenint definicions en espanyol i traduccions a francès, anglès, alemany i italià. Va ser nomenat President Honorari de l'IEC en el consell celebrat a Madrid el 1959. El seu treball amb diverses organitzacions internacionals va aconseguir la unanimitat per a l'ús del terme espanyol per a la intensitat lumínica (candela).
A més del seu treball en enginyeria elèctrica, va ajudar en l'establiment de la indústria del cristall per a aplicacions òptiques a Espanya i a Amèrica del Nord. Va aconseguir juntament amb un col·lega, fabricar un bloc de cristall de 23 tones completament lliure d'imperfeccions per l'Observatori Palomar. El 1959 fou membre de la Comissió de Tecnologia de la Reial Acadèmia de Ciències i Arts de Barcelona.

## Honors

### Càrrecs
- Membre de l'American Institute of Electrical Engineers.
- President Honorari del IEC (Comissió Electrotècnica Internacional)

### Honors
- Creu magnífica de l'Orde d'Isabel la catòlica.[4]
- Gentilhome de cambra amb exercici d'Alfons XIII d'Espanya.
- Doctor Honoris causa de la Universitat de París.